# Schizodon trivittatus
Schizodon trivittatus — вид харациноподібних риб родини аностомових (Anostomidae). Описаний у 2021 році.

## Поширення
Ендемік Бразилії. Він досить поширений у водотоках річок Шінгу і Тапажос, включаючи їхні притоки, у штатах Мату-Гросу та Пара.

## Етимологія
Видовий епітет trivittatus — це прикметник, що натякає на наявність трьох темних вертикальних смуг на хвостовому стовбурі.